# Belida longicornis
Belida longicornis là một loài ruồi trong họ Tachinidae.